# Клэнси, Дейрдра
Дейрдра Клэнси (англ. Deirdre Clancy; 31 марта 1943, Лондон, Великобритания) — британская художница по костюмам. Как художница и костюмер, Дейдра Клэнси уже более тридцати лет участвует в развитии современного театра.
Дейрдра Клэнси начала работать в Лондоне в 1960-х годах и участвовала более чем в ста пятидесяти театральных, оперных и балетных постановках по всему миру. Детально проработанные костюмы Клэнси представлены во многих коллекциях британского театрального дизайна, в частных коллекциях, в коллекции Royal Court в Университете штата Луизиана и многих других.

## Биография
Дейрдра Клэнси преподавала в Бирмингемском институте искусства и дизайна, Уимблдонской школе искусств, школе Сент-Мартинс и школе Motley, а также проводила лекции и семинары по истории и социальной истории костюма в Бристольском театральном музее.
Первый успех пришёл к ней в 1966 году вместе с мировой премьерой «Трилогии» по Д. Г. Лоуренсу в театре Ройал-Корт. Потом Клэнси принимала участие в создании более чем ста сорока постановок в Европе, Северной Америке, Японии и Австралии. Она спроектировала восемнадцать дизайнерских решений в Королевском национальном театре. Клэнси работала со многими крупными режиссерами, включая Адриана Ноубла в его первой постановке в качестве художественного руководителя Королевской шекспировской труппы. Среди множества успехов Дейрдры Клэнси — костюмы для Кири Те Канава из оперы Cosí Fan Tutte в Метрополитен-опера в Нью-Йорке, Иэна Маккеллена из оперы «Дикий мёд», работа с костюмами в Национальном театре и последующий крупный тур по США, костюм Гленды Джексон в «Странной интерлюдии» в Вест-Энде и на Бродвее. Её работа с дизайном для «Кукольного дома» помогла Джанет Мактир выиграть в 1997 году премию «Тони» за лучшую женскую роль.
В 2000 году Университет Центральной Англии присвоил ей докторскую степень.
В 2001 году Дейрдра Клэнси основала The Cherubim Music Trust — фонд который собирает деньги на инструменты для молодых музыкантов.
В 2007 году Дейрдру Клэнси пригласили создать исторически обоснованные костюмы для новых постановок классического датского балета XIX века «Наполи» в Праге и Москве. Это было первой постановкой балета за пределами Дании.

## Личная жизнь
Замужем за композитором Максвеллом Стиром.

## Премии и награды
- 1995 год — Премия Лоуренса Оливье — лучший художник по костюмам[англ.]
- 1998 год — Премия BAFTA за лучший дизайн костюмов для фильма Её величество Миссис Браун, с участием Джуди Денч и Билли Коннолли
- 2005 год — премия Лоуренса Оливье — лучший дизайн костюмов